# Локалита Сан Деметрио (Кротоне)
Локалита Сан Деметрио је насеље у Италији у округу Кротоне, региону Калабрија.
Према процени из 2011. у насељу је живело 162 становника. Насеље се налази на надморској висини од 705 м.